# 堀内修 (アニメーター)
堀内 修（ほりうち おさむ）は、日本のアニメーター、キャラクターデザイナー。スタジオジュニオ出身。主に『フルメタル・パニック!』シリーズのキャラクターデザインを手がけた。

## 参加作品

### テレビアニメ
1986年
- 三国志II 天翔ける英雄たち（動画）

1987年
- ゲゲゲの鬼太郎 第3作（動画）
- グリム名作劇場（原画）

1988年
- ゲゲゲの鬼太郎 地獄編（原画）

1989年
- 悪魔くん（原画）

1990年
- ジャングル大帝（1989年版）（作画監督）

1991年
- YAWARA!（原画）
- おばけのホーリー（作画監督）
- 魔法のプリンセス ミンキーモモ 夢を抱きしめて（1991年 - 1992年、作画監督）

1995年
- 爆れつハンター（作画監督）

1996年
- るろうに剣心 -明治剣客浪漫譚-（1996年版）（原画）
- VS騎士ラムネ&40炎（作画監督）

1998年
- 万能文化猫娘（作画監督）
- 熱沙の覇王ガンダーラ（アニメーションキャラクターデザイン・OP作画監督）
- タッチ Miss Lonely Yesterday あれから君は…（OP原画）

1999年
- 南海奇皇（作画監督）

2000年
- ゲートキーパーズ（スペシャルデザインワークス）

2002年
- フルメタル・パニック!（キャラクターデザイン・総作画監督・作画監督・OP作画監督・ED作画監督）

2003年
- LAST EXILE（アニメーションキャラクターデザイン・作画監督）
- フルメタル・パニック?ふもっふ（キャラクターデザイン・OP作画監督・ED作画監督・原画）

2004年
- 爆裂天使（アニメーションキャラクターデザイン・OP作画監督・ED作画監督・OP原画・ED原画・作画協力）
- うた∽かた（OP・EDアニメーター）

2005年
- MÄR-メルヘヴン-（2005年 - 2007年）
- フルメタル・パニック! The Second Raid（キャラクターデザイン・総作画監督・作画監督・OP作画監督・ED作画監督・OP原画）

2006年
- 機神咆吼デモンベイン（作画監督・原画）

2007年
- ハヤテのごとく!（2007年 - 2008年、メインキャラクターデザイン・OP作画監督・ED作画監督・作監協力・OP原画・ED原画）

2008年
- 喰霊-零-（キャラクターデザイン・キャラクター監修・総作画監督・作画監督・OP作画監督・ED作画監督）

2009年
- キディ・ガーランド（作画監督・原画・EDアニメーションキャラクターデザイン）

2011年
- ラストエグザイル-銀翼のファム-（キャラクターデザイン）

2012年
- 機動戦士ガンダムAGE（作画監督協力）
- トータル・イクリプス（OP原画）
- PSYCHO-PASS サイコパス（総作画監督）

2015年
- 空戦魔導士候補生の教官（キャラクターデザイン・総作画監督）

2018年
- フルメタル・パニック! Invisible Victory（キャラクターデザイン・キャラクター総作画監督・キャラクター作画監督）

2020年
- ソマリと森の神様（総作画監督）

2025年
- 全修。（サブキャラクターデザイン）

### 劇場アニメ
- モーレツ宇宙海賊 ABYSS OF HYPERSPACE -亜空の深淵-（2014年、アニメーションキャラクターデザイン・総作画監督）

### OVA
- マドンナ 炎のティーチャー（1988年、原画）
- ハイスピード・ジェシー（1989年 - 1990年、原画）
- 忍者龍剣伝（1991年、キャラクターデザイン・作画監督）
- ダウンロード 南無阿弥陀仏は愛の詩（1992年、原画）
- MINKY MOMO IN 夢にかける橋（1993年、キャラクターデザイン・作画監督）
- 新・キューティーハニー（1994年 - 1995年、キャラクターデザイン・総作画監督・作画監督）
- 3×3EYES ～聖魔伝説～（1995年 - 1996年、作画監督協力・原画）
- VS騎士ラムネ&40FRESH（1997年、キャラクターデザイン・総作画監督・作画監督・OP作画監督・ED作画監督・ED原画）
- フルメタル・パニック! The Second Raid わりとヒマな戦隊長の一日（2006年、キャラクターデザイン・作画監督）[3]
- 爆裂天使-INFINITY-（2007年、アニメーションキャラクターデザイン・レイアウトメインキャラ監修）
- エア・ギア 黒の羽と眠りの森 -Break on the sky-（2010年、キャラクターデザイン）